# Mangyongdae
Mangyongdae (em coreano: 만경대; hanja: 萬景臺; rr: Mangyeongdae; MR: Man'gyŏngdae) é um bairro do distrito Man'gyŏngdae-guyŏk, em Pyongyang, Coreia do Norte. A propaganda norte-coreana reivindica Mangyongdae como o local de nascimento do líder norte-coreano Kim Il-sung, embora em suas memórias ele tenha escrito que havia nascido no bairro vizinho de Chilgol. No entanto, Mangyongdae é o local de nascimento de seu pai, Kim Hyong-jik, e foi onde Kim Il-sung passou sua infância. Mangyongdae foi designado como local histórico desde 1947 e é listado como Local Revolucionário [en]. As estruturas originais do local foram substituídas por réplicas.
Desde então, Mangyongdae foi incorporada à cidade de Pyongyang.